# 2023 en science-fiction
| Années de la science-fiction : 2020 - 2021 - 2022 - 2023 - 2024 - 2025 - 2026    |
| Décennies de la science-fiction : 1990 - 2000 - 2010 - 2020 - 2030 - 2040 - 2050 |

L'année 2023 est marquée, en matière de science-fiction, par les événements suivants.

## Naissances et décès

### Décès
- 2 janvier : Suzy McKee Charnas, écrivain américaine, née en 1939, morte à 83 ans.
- 20 mars : Michael Reaves, écrivain américain, né en 1949, mort à 74 ans.
- 21 mars : Eric Brown, écrivain britannique, né en 1960, mort à 62 ans.
- 7 avril : Rachel Pollack, écrivain américaine, née en 1945, morte à 77 ans.
- 19 mai: Martin Amis, écrivain britannique, né en 1949, mort à 73 ans.
- 13 juin : Cormac McCarthy, écrivain américain, né en 1933, mort à 89 ans.
- 5 août : Philippe Curval, écrivain français, né en 1929, mort à 93 ans.
- 30 septembre : Michael F. Flynn, écrivain américain, né en 1947, mort à 75 ans.
- 10 novembre : David Guy Compton, écrivain britannique, né en 1930, mort à 93 ans.
- 13 novembre : Michael Bishop, écrivain américain, né en 1945, mort à 78 ans.
- 10 décembre : David Drake, écrivain américain, né en 1945, mort à 78 ans.

## Prix

### Prix Hugo
- Roman : Nettle and Bone : Comment tuer un prince (Nettle & Bone) par T. Kingfisher
- Roman court : Where the Drowned Girls Go par Seanan McGuire
- Nouvelle longue : The Space-Time Painter par Hai Ya
- Nouvelle courte : Rabbit Test par Samantha Mills
- Série littéraire : Dans la toile du temps (Children of Time Series) par Adrian Tchaikovsky
- Livre non-fictif ou apparenté : Terry Pratchett: A Life With Footnotes par Rob Wilkins
- Histoire graphique : Cyberpunk 2077: Big City Dreams (Cyberpunk 2077: Big City Dreams), écrit par Bartosz Sztybor, dessiné par Filipe Andrade, Alessio Fioriniello, Roman Titov et Krzysztof Ostrowski
- Présentation dramatique (format long) : Everything Everywhere All at Once (Everything Everywhere All at Once), film coécrit et coréalisé par Daniel Kwan et Daniel Scheinert
- Présentation dramatique (format court) : The Expanse : Les Cendres de Babylone (Babylon’s Ashes), épisode écrit par Daniel Abraham, Ty Franck et Naren Shankar (en), réalisé par Breck Eisner
- Éditeur de nouvelles : Neil Clarke (en)
- Éditeur de romans : Lindsey Hall
- Artiste professionnel : Enzhe Zhao
- Magazine semi-professionnel : Uncanny Magazine (en), édité par les rédacteurs en chef Lynne M. Thomas (en) et Michael Damian Thomas, éditeur chargé de la poésie Chimedum Ohaegbu, rédacteur en chef Monte Lin ; éditeur chargé des essais Meg Elison, podcast produit par Erika Ensign et Steven Schapansky
- Magazine amateur : Zero Gravity Newspaper, édité par RiverFlow et Ling Shizhen
- Podcast amateur : Hugo, Girl!, par Haley Zapal, Amy Salley, Lori Anderson et Kevin Anderson
- Écrivain amateur : Chris M. Barkley
- Artiste amateur : Richard Man
- Prix Lodestar du meilleur livre pour jeunes adultes : Akata Woman (Akata Woman) par Nnedi Okorafor
- Prix Astounding : Travis Baldree (en)
- Prix du grand cœur : Bobbie Armbruster

### Prix Nebula
- Roman : Les Portes de Lumière (The Saint of Bright Doors) par Vajra Chandrasekera
- Roman court : Linghun par Ai Jiang (en)
- Nouvelle longue : The Year Without Sunshine par Naomi Kritzer (en)
- Nouvelle courte : Tantie Merle and the Farmhand 4200 par R. S. A. Garcia (en)
- Scénario pour un jeu : Baldur's Gate III par Adam Smith, Adrienne Law, Baudelaire Welch, Chrystal Ding, Ella McConnell, Ine Van Hamme, Jan Van Dosselaer, John Corcoran, Kevin VanOrd, Lawrence Schick, Rachel Quirke, Ruairí Moore, Sarah Baylus, Stephen Rooney, Martin Docherty et Swen Vincke
- Prix Andre-Norton : To Shape a Dragon’s Breath par Moniquill Blackgoose
- Prix Ray-Bradbury : Barbie par Greta Gerwig (metteur en scène et scénariste) et Noah Baumbach (scénariste)
- Prix Solstice : Jennell Jaquays
- Prix du service pour la SFWA : James Hosek
- Grand maître : Susan Cooper
- Prix Infinity : Tanith Lee

### Prix Locus
- Roman de science-fiction : La Société protectrice des Kaijus (The Kaiju Preservation Society) par John Scalzi
- Roman de fantasy : Babel (Babel) par R. F. Kuang
- Roman d'horreur : What Moves the Dead par T. Kingfisher
- Roman pour jeunes adultes : Dreams Bigger Than Heartbreak par Charlie Jane Anders
- Premier roman : La Montagne dans la mer (The Mountain in the Sea) par Ray Nayler
- Roman court : Une prière pour les cimes timides (A Prayer for the Crown-Shy) par Becky Chambers
- Nouvelle longue : If You Find Yourself Speaking to God, Address God with the Informal You par John Chu (en)
- Nouvelle courte : Rabbit Test par Samantha Mills
- Recueil de nouvelles : Boys, Beasts & Men par Sam J. Miller
- Anthologie : Africa Risen: A New Era of Speculative Fiction par Oghenechovwe Donald Ekpeki (en), Zelda Knight et Sheree R. Thomas, éds.
- Livre non-fictif : Terry Pratchett : Une vie avec notes de bas de page : La Biographie officielle (Terry Pratchett: A Life With Footnotes: The Official Biography) par Rob Wilkins
- Livre d'art : Chivalry par Neil Gaiman, dessin par Colleen Doran
- Éditeur : Ellen Datlow
- Magazine : Tor.com
- Maison d'édition : Tor Books
- Artiste : Charles Vess
- Prix spécial 2023 (développement de la diversité dans les communautés de genre) : Carl Brandon Society (en)

### Prix British Science Fiction
- Roman : The Green Man's Quarry par Juliet E. McKenna (en)
- Fiction plus courte : And Put Away Childish Things par Adrian Tchaikovsky
- Fiction courte : How to Raise a Kraken in Your Bathtub par P. Djèlí Clark

### Prix Arthur-C.-Clarke
- Lauréat : Poisson poison (Venomous Lumpsucker) par Ned Beauman

### Prix Sidewise
- Format long : Cahokia Jazz par Francis Spufford (en)
- Format court : Apollo in Retrograde par Rosemary Claire Smith

### Prix E. E. Smith Memorial
- Lauréat : John Scalzi

### Prix Theodore-Sturgeon
- Lauréat : Rabbit Test par Samantha Mills

### Prix Lambda Literary
- Fiction spéculative : The Wicked and the Willing par Lianyu Tan

### Prix Seiun
- Roman japonais : Protocol of Humanity par Satoshi Hase

### Grand prix de l'Imaginaire
- Roman francophone : Les Flibustiers de la mer chimique par Marguerite Imbert
- Nouvelle francophone : Histoire de la ville d'Aurée par Claire Duvivier

### Prix Kurd-Laßwitz
- Roman germanophone : Neongrau – Game Over im Neurosubstrat par Aiki Mira

## Sorties audiovisuelles

### Films
- The Creator par Gareth Edwards.
- Les Gardiens de la Galaxie Vol. 3 par James Gunn.

### Séries
- Ahsoka.
- Doctor Who, épisodes spéciaux du 60e Anniversaire.
- The Amazing Digital Circus.
- Foundation, saison 2.
- Futurama, saison 8.
- The Mandalorian, saison 3.
- Star Trek: Lower Decks, saison 4.
- Star Trek: Picard, saison 3.
- Star Trek: Strange New Worlds, saison 2.
- Star Wars : Les Aventures des petits Jedi.
- Star Wars: The Bad Batch, saison 2.
- Star Wars: Visions, saison 2.